# Răng khôn (bài hát)
"Răng khôn" là một bài hát được thu âm bởi người mẫu, ca sĩ người Việt Nam Phí Phương Anh hợp tác cùng nhà sản xuất, ca sĩ kiêm sáng tác nhạc người Việt Nam Rin9. Bài hát được sáng tác và sản xuất bởi chính Rin9, với phần hoà âm phối khí do Lê Minh Hiếu và Kris Hiếu đảm nhận. "Răng khôn" viết theo thể loại synth-pop pha trộn với giai điệu R&B cùng một vài tiếng saxophone đặc trưng.
Bài hát chính thức phát hành vào ngày 21 tháng 4 năm 2021 bởi hãng thu âm Dreamer Entertainment với vai trò là đĩa đơn thứ ba trong sự nghiệp làm nghệ sĩ thu âm của Phí Phương Anh, đây cũng là bài hát đầu tiên được cô phát hành trên các nền tảng nghe nhạc quốc tế. Sau khi phát hành, bài hát nhận về đa số là phản ứng tích cực từ giới chuyên môn và khán giả.

## Bối cảnh
Vào đầu năm 2021, Phí Phương Anh ra mắt với vai trò một nghệ sĩ thu âm với bài hát "Cắm sừng ai đừng cắm sừng em". Bài hát nhanh chóng nhận về những phản ứng tiêu cực từ công chúng, đa phần cho rằng đây là một sản phẩm "thảm hoạ" và so sánh với "Từ hôm nay (Feel Like Ooh)" — đĩa đơn chính thức đầu tiên trong sự nghiệp thu âm của Chi Pu — một người mẫu cũng nhận về những phản ứng tiêu cực khi nhận mình là một ca sĩ vào 3 năm trước — bởi lời bài hát vô nghĩa. Chia sẻ về quyết định này, cô cho biết:
"Tôi mong muốn được phát triển và thử thách bản thân ở một con đường rộng lớn hơn. Đó chính là ca hát. Nếu làm ca sĩ, tôi sẽ được chủ động làm các sản phẩm của mình. Tôi vẫn muốn đem yếu tố thời trang - thế mạnh của mình vào âm nhạc, để khán giả thấy một Phí Phương Anh dung hòa giữa thời trang và âm nhạc thật thú vị".
Sau đó không lâu, cô trở lại với đĩa đơn thứ hai có tên "Cánh bướm dối gian". Bài hát tiếp tục nhận về những phản ứng tiêu cực từ khán giả và chỉ ra những điểm tương đồng với hai bài hát "Bboom Bboom" và "How You Like That", lần lượt của hai nhóm nhạc Hàn Quốc Momoland và Blackpink. Cả hai bài hát đều được viết trên nền nhạc disco — thể loại âm nhạc mà cô nhận mình theo đuổi.

## Phát hành và quảng bá
Vào ngày 16 tháng 4 năm 2021, cô đăng tải một áp phích nền đỏ, thông báo rằng đĩa đơn mới của cô sẽ được phát hành vào tối ngày 21 tháng 4. Sau đó 2 ngày, lần lượt 18 và 19 tháng 4, cô tiếp tục đăng tải áp phích quảng bá và teaser âm thanh của bài hát. Áp phích công bố tên bài hát là "Răng khôn", tiếp tục là sản phẩm hợp tác với Rin9. Teaser cho thấy hình ảnh các dụng cụ y tế và thuốc chữa bệnh, sau đó xuất hiện hình ảnh một chú chó chạy qua, và kết thúc bằng hình ảnh cô xuất hiện trên khung cảnh nền đỏ ma mị. Bài hát được phát hành chính thức trên các nền tảng nghe nhạc trực tuyến và tải kỹ thuật số vào 21 tháng 4 năm 2021, trở thành bài hát đầu tiên của cô được phát hành trên các nền tảng nghe nhạc trả phí quốc tế.
Để quảng bá cho bài hát, Phí Phương Anh đã đặt lịch biểu diễn trực tiếp tại pub YOLO Bùi Viện, Thành phố Hồ Chí Minh nhân kỉ niệm ngày Gỉải phóng 30 tháng 4 năm 2021. Tuy nhiên, do những ảnh hưởng của đại dịch COVID-19 tại Việt Nam, buổi biểu diễn này đã tạm hoãn lại.

## Sáng tác
Bài hát được viết theo thể loại synth-pop pha trộn với giai điệu R&B cũng một vài tiếng saxophone đặc trưng. Đây được xem là sự thay đổi bất ngờ của cô khi cô vẫn nhận disco là thể loại chính mà cô theo đổi trong vài ngày trước. Về phần lời, bài hát mang thông điệp ví "tình đầu" như "chiếc răng khôn làm mình đau". Bài hát có sự góp giọng của Rin9 — nhà sản xuất chính ở phần bridge.

## Tiếp nhận

### Đánh giá chuyên môn
Sau khi phát hành, "Răng khôn" nhận về những phản ứng trái chiều, đa số là tích cực từ các nhà phê bình âm nhạc, trong đó họ tán dương sự thay đổi và trở nên nghiêm túc hơn trong sự nghiệp đi hát của Phí Phương Anh sau những sản phẩm trước bị cho là "thảm hoạ". Diệp Toàn từ VietnamNet đánh giá tác giả đã dùng yếu tố từ tự sự và cảm xúc để viết về mối tình đầu đau đớn tựa như việc mọc răng khôn, trở lại với thế mạnh của mình ở việc viết nên những ca từ tự sự đầy cảm xúc và đậm chất thơ như trong những bản hit ballad trước đó. Ngoài ra, phần điệp khúc “Nếu như em gặp anh lúc hai ta đã trưởng thành…” được lặp lại để nhấn mạnh sự tiếc nuối nhiều hoài niệm của mối tình thanh xuân.
Viết cho tờ Thể thao & Văn hoá, nhà báo Thanh Xuân cho rằng giai điệu bài hát có sự pha trộn của nhịp sống hiện đại và những hoài niệm day dứt, phần điệp khúc để lại nhiều ấn tượng cho người nghe. Cô cũng đánh giá cao hình tượng ẩn dụ trong bài hát, viết rằng lời giới thiệu mở đầu ca khúc đơn giản nhưng thấm thía với những ai đã đi qua đổ vỡ của mối tình đầu. Tuy vậy, Thanh Xuân vẫn chỉ trích giọng hát và trình độ thanh nhạc của Phí Phương Anh, viết rằng "chất giọng [của Phí Phương Anh] vẫn chưa thể làm hài lòng khán giả, cách hát không mang điểm nhấn riêng biệt nào giữa thị trường V-pop hiện nay, giống như đang đọc diễn cảm, hơn chút là hát karaoke bởi lối thể hiện thiếu rất nhiều cảm xúc". Thanh Xuân ghi nhận phần hỗ trợ của Rin9 dù ít nhưng đã nâng cao chất lượng của bài hát hơn. Bài hát được báo YAN News đánh giá với số điểm 5/10, viết rằng "đây là dấu hiệu đáng mừng với các nghệ sĩ trẻ "đá chéo sân", nhưng xét về đường dài và để Phí Phương Anh thực sự được công nhận là ca sĩ hẳn vẫn còn xa xôi, khó nhằn."

### Đón nhận từ khán giả
So với hai đĩa đơn trước của Phí Phương Anh, "Răng khôn" đã nhận về nhiều thiện cảm hơn từ công chúng, đa số là tích cực vì những thay đổi và cải thiện về trình độ thanh nhạc và chất lượng bài hát. Tuy nhiên cô vẫn tiếp tục được so sánh với Chi Pu, khán giả cho rằng cô sử dụng "tiểu xảo" (phát hành 2 bài hát gây tranh cãi sau đó trở lại với một bài hát ổn hơn) để được dân tình biết đến và nổi tiếng hơn.

## Diễn biến thương mại
Bài hát đạt đỉnh tại vị trí quán quân trên bảng xếp hạng của ứng dụng nghe nhạc Zing MP3 sau 1 tuần phát hành. Bài hát cũng lọt vào top 50 trên các bảng xếp hạng Việt Nam của các nền tảng Spotify và Apple Music. Bài hát ra mắt tại vị tri thứ 10 trên Kênh 14 Hot 14, trở thành bài hát đầu tiên của cô lọt vào bảng xếp hạng này.

## Video âm nhạc
Video âm nhạc của bài hát được phát hành công chiếu trên YouTube Premier vào ngày 21 tháng 4 năm 2021, cùng thời điểm đĩa đơn được phát hành. Trong video, Phí Phương Anh và bạn trai của cô (do Vũ Hồng Thái đóng) trải qua câu chuyện tình đầu thuở thời niên thiếu cho đến khi trưởng thành với những kỉ niệm khó quên tuổi học sinh. Nhưng rồi cuối cùng hai người cũng không thể ở bên nhau, người mà anh chàng kia quyết định đính hôn lại không phải là cô. Sau khi phát hành, video nhận về những phản ứng trái chiều, đa số là chỉ trích và cho rằng cô đã đạo nhái tạo hình và cốt truyện của diễn viên người Trung Quốc Trịnh Sảng trong bộ phim Hạ chí chưa tới. Phí Phương Anh đã lên tiếng về vấn đề này, cô cho biết:
Phí Phương Anh rất trân quý mọi phản hồi của khán giả dành cho mình. Phí Phương Anh đã đọc và tiếp thu hết tất cả, cố gắng nỗ lực hết mình để ngày càng hoàn thiện hơn, ra mắt những sản phẩm chất lượng hơn.
Video đạt đỉnh tại vị trí #15 trên tab thịnh hành YouTube Việt Nam.

## Danh sách bài hát
Tải kỹ thuật số/phát trực tuyến
1. "Răng khôn" – 3:51

## Ghi danh
Phần ghi danh được trích từ cuối video âm nhạc "Răng khôn" trên YouTube.
- Phí Phương Anh – hát chính
- Rin9 – sáng tác, sản xuất
- Nemo – biên khúc, mastering
- Lê Minh Hiếu –  hoà âm, phối khí, hát nền, mastering
- Kris Vũ – hoà âm, phối khí

## Lịch sử phát hành
| Quốc gia | Ngày                | Định dạng                       | Hãng đĩa              | Ng.    |
| -------- | ------------------- | ------------------------------- | --------------------- | ------ |
| Toàn cầu | 21 tháng 4 năm 2021 | Tải kỹ thuật số phát trực tuyến | Dreamer Entertainment | [ 28 ] |